# Памятник Л. Н. Гуртьеву (Орёл)
Памятник Л. Н. Гуртьеву — памятник Герою Советского Союза советскому военачальнику, погибшему при освобождении города Орла от немецко-фашистских захватчиков.

## Описание
Леонтий Николаевич Гуртьев родился в 1891 году в городе Шемахе в Азербайджане в семье лесничего. В звании прапорщика участвовал в Первой мировой войне. В 1919 году Гуртьев был призван на службу в Красную Армию. В 1929 году окончил курсы «Выстрел». В должности командующего 308-й стрелковой дивизии участвовал в контрнаступлении на Курской дуге. Погиб при освобождении города Орла.
5 августа 1954 года, на месте первоначального захоронения Л. Н. Гуртьева — на братском кладбище около библиотеки Н. К. Крупской (ныне библиотека имени И. А. Бунина), построенной в 1958 году, был открыт памятник генералу. Впоследствии генерал Гуртьев был перезахоронен на Троицком кладбище, а памятник в 1976 году перенесён на новое место в сквер, носящий его имя. Бронзовая статуя генерал-майора Л. Н. Гуртьева в полный рост установлена на постаменте из красного гранита.